# 安東省 (解放區)
安東省，為中國共產黨在東北地區所成立的省份之一。省會為通化市，於1949年廢省，併入遼東省。

## 历史
1945年8月27日，苏联红军第39集团军第44坦克旅少校营长列格牛西率领所部300人进驻安东市区，解除日军武装，在安东实行军事管制，发布安民告示，维持地方秩序。
1945年抗日戰爭勝利後，1945年8月26日八路军胶东军区、胶东区党委派遣吕其恩、邹大鹏率领“挺进东北先遣支队”渡海北上，8月29日在庄河登陆，翌日解放庄河。吕其恩、邹大鹏电告胶东并转报党中央，建议中央从海路运送部队和干部到东北。9月11日，中央决定萧华率部进入东北，又电令罗荣桓率10万大军渡海北上进入东北。9月17日吕其恩、邹大鹏率部分武装进驻安东，于月底成立安东保安司令部，吕其恩任司令，邹大鹏任政委。9月19日，党中央作出“向北发展、向南防御”的战略决策，明确指示东北局务必在短时间内控制安东等省。10月3日，胶东军区北海军分区参谋长王奎先率独立团一营经大东沟进驻安东，与安东保安司令部合编为东满人民自卫军直属第3支队，王奎先任司令，吕其恩任政委，担任安东的警备任务。10月上旬，萧华率部到达安东。1945年10月12日，在安东造纸厂（后改名为鸭绿江造纸厂）成立中共安东省工作委员会和东满人民自卫军司令部，萧华任省工委书记、东满人民自卫军司令员兼政委，主抓军事，莫文骅任东满人民自卫军副政委兼政治处主任，吴瑞林任东满人民自卫军参谋长。10月28日，日满残余力量到安东市西郊三股流村发动暴乱，萧华命令吴瑞林和王奎先率两个团围剿，击毙30余人，俘虏90余人。三股流事件后，安东苏军同意中共解散安东市治安维持会、接收敌伪政权。11月1日至3日，在苏联驻军同意下，安东党政军进驻安东市，东满人民自卫军解散伪治安维持会，接管伪警察局和伪监狱，接收伪政权。1945年11月3日，中共领导的安东省民主政府在八道沟天后宫街（伪安东省公署旧址）成立，高崇民任主席，刘澜波任副主席，内设秘书处、民政局、财政局、实业局、贸易局、邮政局和省银行等机构，后来增设船务、电业、粮食、电报电话、盐务、税务、矿务局及教育厅、安东海关管理处等机构。安东省民主政府是中共在抗日战争胜利后，建立最早的省级民主政府之一。11月，江华抵达安东，主管省工委工作，省工委开始运行。江华、林一山、刘顺元任省工委副书记。刘澜波、吕其恩、黄凯、吴瑞林、王铮任省工委委员。省工委设组织部、宣传部，驻安东市郊东坎子造纸厂（今鸭绿江造纸厂）。11月5日，安东市民主政府成立，吕其恩任市长，张雪轩任副市长。至1945年底，安东省所属市、县均建立了民主政权。
1946年1月11日，东北局决定设立辽东省委，萧华任省委书记，江华任第二书记。辖安东分省委与辽宁分省委。下设五个地委。安东分省委书记江华（兼），副书记刘澜波（主持工作）。辖区包括安东、营口、旅顺、大连等4个市，金县、新金、复县、庄河、岫岩、凤城、安东、宽甸、桓仁等15个县。安东分省委辖
- 安东市委
- 旅顺市委
- 大连市委
- 安东四地委（桓仁宽甸）
- 安东五地委（辽南）驻庄河，另辖新金、复县、盖平、万福

1946年3月至5月本溪保卫战期间，4月16日安东分省委机关与辽东省委合并，安东省分委撤销。江华任辽东省委第二书记，林一山任省委宣传部长。5月初本溪失守，辽东省委、辽东军区、辽宁分省委、辽宁军区汇集到安东市。
1946年6月22日，中共辽东省委作出《关于成立辽南省分委的决定》，以辽宁第一地委、安东第五地委、旅大行署区为辖区，组建辽南省分委，驻岫岩县城，归辽东省委领导，林一山与吕其恩分任正副书记；政权机构为辽南行署；军事上为辽南军区，司令员吴瑞林，政委林一山兼。
7月11日，通化、柳河、集安、濛江县、临江、抚松、长白各县由辽宁省分委划归安东省分委。
1946年10月国民党军全面进攻辽东。10月25日放弃安东市，辽东省委、辽宁省分委、安东省政府撤离安东市，经宽甸进入桓仁沙尖子区，后撤往临江。10月31日，东北局决定陈云担任辽东分局书记、辽东军区政委。1946年11月2日新开岭战役结束后，根据辽东省委的指示，在宽甸成立了中共安东省分委和安东四地委。刘澜波任安东省分委书记、安东省政府副主席、安东军区政委。安东省分委民运部长高扬、武装部长张益民、省公安局副局长孙已泰、教育厅副厅长潘琪等人领导省分委敌后小分队，代表省分委、省政府在宽桓一带开展敌后斗争。1946年10月24日至11月2日，国軍先后将安东四地委所领导的4县全部占领，四地委组织各县全面展开了敌后斗争。
1946年12月上旬，辽东省委改为辽东分局，下属各省分委改为省委，安东省分委改称安东省委。省委书记刘澜波、副书记吕其恩，省委委员黄凯、高原、刘子载、高扬。辖安东三地委、安东四地委、辽南（安东）二地委（1947年3月撤销）、通化地委。
1946年12月东北民主联军第四纵队执行七道江会议决议，进行敌后大穿插，开辟敌后战场，牵制国军正面进攻临江的兵力，以打乱其“先南后北”的作战计划。12月18日，第四纵队第11师经桓仁、八河川辗转来到宽甸，开辟了牛毛坞、永甸、太平哨、八里甸子等地，使四军分区所属武装的活动有了依托。1947年1月31日，宽甸县大队配合四纵队十一师三十一团截击了国民党军二师五团一营约500余人的运输物资的部队。1947年2月，由于敌后形势的进一步好转，四军分区撤到朝鲜的武装又返回宽东，重新投入敌后斗争。1947年2月2日四纵11师的两个团在挂牌岭消灭敌一个营，活捉100余人，缴获大车50余辆，卡车9辆。2月6日夜，四纵攻打桓仁县城，歼灭城东关守敌一部。1947年3月，东北局和辽东分局调整安东省委班子，辽东省委第二书记江华专任辽东省委工作，刘澜波为安东省委书记。4月，安东第四军分区用三个连的兵力围歼驻守在宽甸县青山沟村的国軍第25师的一个营。接着，四军分区配合主力部队，击溃驻守在太平哨的敌东北保安第十一支队的两个团。
1947年5月23日，东北夏季攻势中，主力部队收复通化后，乘胜向桓仁进发。桓仁守军在四纵队十一师的军事压力下，弃城而去。6月7日，在四军分区的配合下，四纵队十一师收复宽甸、赛马两县。6月9日，在车学藻率领的凤赛支队的配合下，又收复凤城县。为配合从宽甸方向正面进攻安东的第十一师作战，四纵队十二师三十四团副团长江雪山和师组织科长许胜廷奉命带领三十四团第二营和机炮连一部由岫岩向安东市方向挺进，以切断国軍东保安团的退路。10日早5时，江雪山和许胜廷率部队在安东县长安区雪洼山区包围了从安东市区逃窜来的敌保安团。经5小时激战，俘敌团长高万仞以下500余人，并缴获大批物资和弹药。中午时分，江雪山所部和十一师三十二团副政委张在田率领的一个营几乎同时开进安东市区，并分别占领了元宝山和镇江山（今锦江山）两个制高点。安东市内的国軍很快被肃清。至此，安东又获得第二次解放。1947年6月18日安东省委省政府从桓仁出发，过坎川岭经宽甸迁回安东市。
1948年4月，辽东分局撤销。安东省委由东北局直接领导，撤销所属的各地委（通化地委、安东三地委、安东四地委）和军分区，各县由省委直接领导。江华改任省委书记，刘澜波任副书记兼省政府主席。1948年7月5日，东北局作出调整安东省委的决定:由江华（省委书记）、刘澜波（省政府主席）、黄凯（省委组织部部长）、程世才（省军区司令员）、刘子载（省委宣传部长、省总工会主席）、高扬（通化地委书记）、吕东（东北行政委员会辽东办事处秘书长）、沙星澜（省军区副司令员）、罗其南（省委党校副校长）、吕其恩（省政府副主席）、孙已泰（省委社会部长兼公安厅长）、王一伦、李涛（省政府秘书长）、赵正洪（安东军区政治部主任）、吴仲廉（省妇委书记，江华的夫人）、伍晋南（省委办公室主任）等11人组成中共安东省委。
1949年4月21日，東北行政委員會發佈建民字第15號命令，對東北地區各省市的行政區劃建制，重新做了調整，撤銷了安東省建制，北部劃歸吉林省，南部與遼寧省（1948年8月辽南省委改为辽宁省委）合併，成立遼東省。

## 行政區劃
轄1市16縣：
- 省轄市：安東市
- 縣：孤山縣、新賓縣、本溪縣、抚顺县、鳳城縣、賽馬縣、桓仁縣、宽甸县、通化縣、臨江縣、輯安縣、撫松縣、長白縣、柳河縣、輝南縣、靖宇縣